# خورخي فيلاسكيز
خورخي فيلاسكيز (بالإنجليزية: Jorge Velásquez)‏ هو فارس أمريكي، ولد في 28 ديسمبر 1946 في Chepo, Panamá Province ‏ في بنما.

## وصلات خارجية
- خورخي فيلاسكيز على موقع الموسوعة البريطانية (الإنجليزية)